# Moviment Democràtic d'Alliberament dels Kunama d'Eritrea
Moviment Democràtic d'Alliberament dels Kunama d'Eritrea/Democratic Movement for the Liberation of Eritrean Kunama (DMLEK) és una organització política i militar der l'ètnia kunama a Eritrea que opera des de territori d'Etiòpia. Ha tingut diversos èxits militars als darrers anys; és dirigida per Korneolios Adolay Osman i només compta amb uns 120 guerrillers que estarien equipats per Etiòpia. Les seves oficines són a Addis Abeba.
La seva bandera és negra, vermella i blanca en franges horitzontals. A la franja blanca hi ha una planta.